# Michael Coles
Michael Coles dit Mike Coles est un graphiste, vidéaste et photographe britannique, cofondateur de Malicious Damage en 1977, principalement connu pour avoir été le premier label du groupe Killing Joke. Par photographie et collage, il réalise la plus grande partie des pochettes de singles et d'albums du groupe, du premier opus homonyme sorti en 1981 à Pylon, en 2016.
Michael Coles et son épouse Luriko sont les parents de Maya Jane Coles, artiste de musique électronique.

## Expositions personnelles
- Octobre 2016 : Forty Years in the Wilderness, 5th Base Gallery, Londres[3].